# نیو تازول (تنسی)
نیو تازول(به انگلیسی: New Tazewell) شهری در ایالت تنسی کشور ایالات متحده آمریکا است که جمعیت آن در سرشماری سال ۲۰۱۰ میلادی، ۳٬۰۳۷ نفر بوده‌است.